# Pic Kysyldangi
Le pic Kysyldangi est un sommet du Tadjikistan s'élevant à 5 704 mètres d'altitude dans le chaînon Alitshur méridional, dont il constitue le point culminant, dans le Pamir.